# Ne me quitte pas

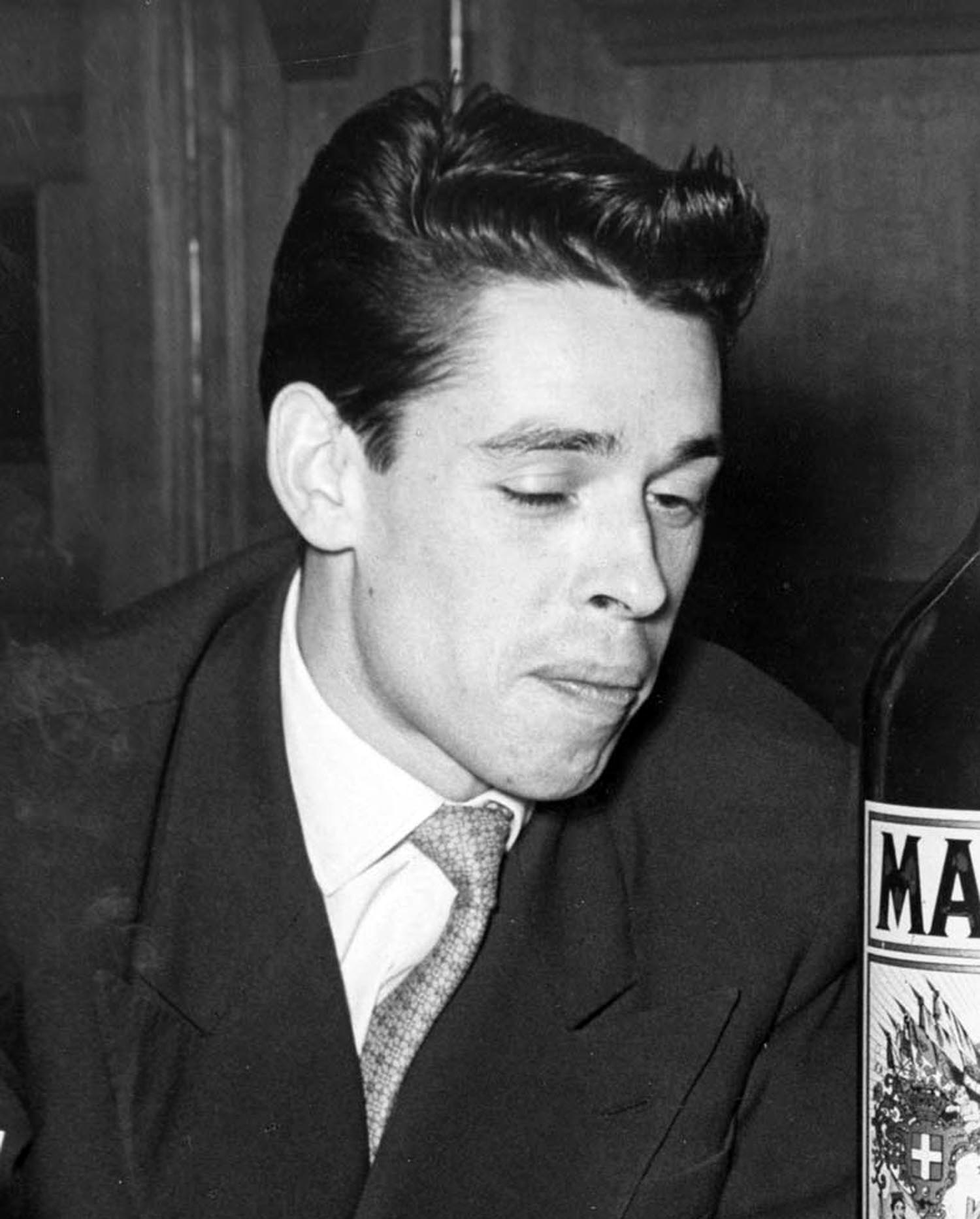
Jacques Brel, 1955

Ne me quitte pas ist ein Chanson des belgischen Chansonniers Jacques Brel in französischer Sprache. Es wurde erstmals am 11. September 1959 aufgenommen und im selben Jahr auf Brels vierter Langspielplatte, die auf CD den Namen La valse à mille temps trägt, bei Philips veröffentlicht.
Das Lied handelt von einem Mann, der eine Frau in wachsender Verzweiflung bittet, ihn nicht zu verlassen. Es wurde zu einem der bekanntesten und erfolgreichsten Chansons Jacques Brels und von vielen anderen Künstlern in Coverversionen gesungen. Besonders die englische Fassung If You Go Away von Rod McKuen fand zahlreiche Interpreten. In die deutsche Sprache wurde das Lied unter anderem von Max Colpet als Bitte geh’ nicht fort, gesungen von Marlene Dietrich, und von Heinz Riedel als Geh nicht fort von mir, gesungen von Klaus Hoffmann, übertragen.

## Entstehung
Wie bei allen seinen Chansons schrieb Brel den Text zu Ne me quitte pas selbst. Die Musik entstand aus einer Zusammenarbeit Brels mit seinem Pianisten Gérard Jouannest. Allerdings wurde das Lied – im Gegensatz zu vielen späteren Gemeinschaftsarbeiten – nur unter Brels Namen registriert, da Jouannest zu diesem Zeitpunkt noch nicht in der französischen Verwertungsgesellschaft SACEM eingeschrieben war.
Laut Angaben Suzanne Gabriellos, die zur Entstehungszeit des Chansons die Geliebte von Jacques Brel war, schrieb Brel das Chanson für sie und leitete es mit den Worten ein: „Ich habe ein Lied für dich geschrieben und singe es dir jetzt vor.“ Tatsächlich sang Brel das Lied in Gegenwart Gabriellos und eines befreundeten Paares. Er behauptete später allerdings: „Es ist einfach die Geschichte eines Arschlochs und Versagers. Es hat nichts mit irgendeiner Frau zu tun.“

## Musik
Ne me quitte pas wurde von François Rauber arrangiert. Es wird eingeleitet durch ein ungewöhnliches Instrument, den singenden Klang der Ondes Martenot. Dann setzt das Klavierspiel Jouannests ein, das Marc Robine als „déliée et poignante“ (klar und pointiert) bezeichnet und von dem er sich an eine Nocturne erinnert fühlt. Das einleitende Thema „mi-mi fa-mi-mi“ (E-E F-E-E) ist laut Robine ein musikalisches Zitat aus dem zweiten Satz der Sechsten Ungarischen Rhapsodie von Franz Liszt. France Brel und André Salée berichten hingegen, das Lied sei entstanden, nachdem Brel Bilder einer Ausstellung in der Bearbeitung Maurice Ravels gehört habe und von der Gegenstimme der Trompete fasziniert gewesen sei.

Tonfolge zu Beginn der ungeraden Strophen

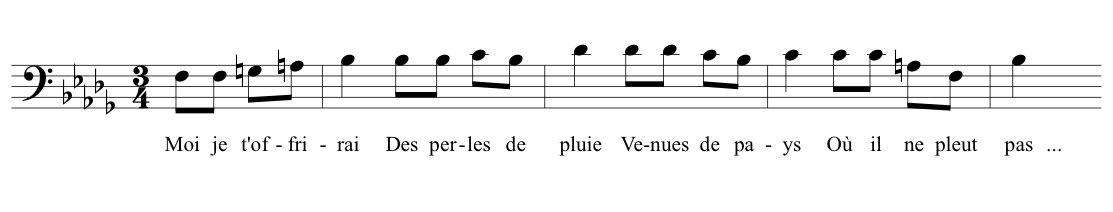
Tonfolge zu Beginn von Strophe zwei

Das Lied besteht aus fünf Strophen mit gegensätzlichen melodischen Bewegungen in ungeraden und geraden Strophen. Erstere sind durch eine ständige Wiederholung desselben Taktes mit einer nur gering variierenden Tonfolge gekennzeichnet, wobei insgesamt eine Ton um Ton absteigende Bewegung entsteht. Auch die geraden Strophen zeigen denselben Rhythmus, modifizieren allerdings die Melodie stark in einer aufsteigenden Bewegung. Alle Strophen enden mit der viermaligen Wiederholung „Ne me quitte pas“, wobei die letzte Wiederholung jeweils am schwächsten und flehentlichsten gesungen ist. Insgesamt wird das Leitmotiv im Verlauf des Liedes ganze 23 mal wiederholt.
Brels Gesang wechselt zwischen Depression in den ungeraden und Euphorie in den geraden Strophen. Während die Stimme zu Beginn noch ruhig und fest ist, wird sie im Verlauf des Chansons immer aufgewühlter und schmerzvoller. In den ersten beiden Strophen begleitet lediglich ein Klavier. In der dritten Strophe setzen Geigen ein, die mit ihren langgezogenen Noten den Eindruck von Schmerz verstärken. In der vierten Strophe gesellt sich das Crescendo einer Klarinette hinzu, ehe in der Schlussstrophe nur noch die zitternden Ondes Martenot und die Triller des Klaviers den Gesang begleiten, wobei die Ondes Martenot nach dem Abbruch des Gesangs weiter erklingen und scheinbar nicht enden wollen.

## Text und Deutung
Laut Stéphane Hirschi ist das Chanson Ne me quitte pas kein Liebeslied, obwohl es häufig als ein solches eingeordnet werde. Es sei vielmehr die Charakterstudie und die Beschreibung einer speziellen Form von Liebe, „l’amour lâche“ („der feigen Liebe“). Ein Mann, den seine Frau verlassen will, fleht sie an, bei ihm zu bleiben. Seine Bitten bleiben ohne Antwort, von Seiten der Frau herrscht Schweigen. In seinem verzweifelten Bemühen um die Fortdauer der Liebe zerfleischt sich der Mann immer stärker, bis er am Ende seine ganze Würde verliert und sich sein Selbst aufzulösen beginnt. Nach eigenen Worten wollte Brel zeigen, „jusqu’où il ne faut pas aller“ („bis wohin es nicht kommen darf“).
Für Patrick Baton kennzeichnet Ne me quitte pas Brels „poétique de l’impossible“ („Poetik des Unmöglichen“): Ein Mann, der nicht mehr in der Lage ist, die Liebe seiner Partnerin zu gewinnen, flüchtet sich in Illusionen und das Versprechen von unerreichbaren Wundern. Dabei rücke die Person der Partnerin immer mehr in den Hintergrund. Statt ihrer liebe der Liebende die Liebe an sich. Seine Liebe sei von Narzissmus geprägt, der einen wirklichen Austausch mit einem Gegenüber unmöglich werden lasse. Ungeachtet des Pathos seines Vortrags und der überstiegenen poetischen Bilder, in die der Mann seine Liebesversprechen kleidet, beweist seine Selbstverleugnung am Ende für Chris Tinker seine Impotenz. Wie viele Brel’schen Helden erklärt der Mann die Liebe zu seinem Lebensinhalt, zu seinem Gott, doch sie schwankt laut Monique Watrin zwischen den Extremen des Wahnsinns und des Todes.
In der ersten Strophe hört man einen Mann, der nicht bereit ist, seine Niederlage einzugestehen, und gegen das Schweigen seiner Frau anredet. Die Sätze des Mannes brechen immer wieder in einem Anakoluth ab. Ein zentraler Ausdruck des Chansons ist „oublier le temps“ („die Zeit vergessen“), was über das Vergessen vergangener Vorfälle zwischen den Partnern hinausweist und allgemein den Verlauf der Zeit anhalten möchte, der das (Zusammen-)Leben der Menschen bedroht. Auch die zweite Strophe zeigt die Auflehnung des Mannes gegen die Realität. Er versucht die sterbende Liebe durch von ihm geschaffene Wunder wie „perles de pluie“ („Perlen aus Regen“) neu aufleben zu lassen. Dabei wird die Liebe zum „roi“ („König“) und „loi“ („Gesetz“) überhöht, und die Angebete zur „reine“ („Königin“) erklärt.
Die dritte Strophe ist wieder von Melancholie geprägt. Noch wird von der „histoire de ce roi“ („Geschichte dieses Königs“) berichtet und damit die Auflehnung der zweiten Strophe am Leben gehalten, doch die Hoffnungslosigkeit der Rebellion gegen das Schicksal ist bereits zu spüren. Die vierte Strophe verleiht noch einmal der Schwärmerei des Mannes Ausdruck, allerdings hat er die Sicherheit der zweiten Strophe bereits verloren. Mit den beschriebenen Naturwundern – etwa einem Vulkanausbruch als Metapher der Leidenschaft – wird Bezug auf die zweite Strophe genommen, aus „creuserai la terre“ („die Erde umgraben“) wird nun „terres brûlées“ („verbrannte Erden“). Der Mann muss sich immer wieder der Bestätigung durch die Zeugnisse anderer versichern, sein „je“ („ich“) geht in Pronomen mit unbestimmten Bezug über: „on“ („man“, auch „wir“), „il“ („er“), „ils“ („sie“).
In der fünften und letzten Strophe kommt es schließlich zur vollständigen Auslöschung des Ichs. Der Mann zieht sich zurück auf den Abglanz eines früheren Glückes. Er verlangt nun nicht mehr als seine Angebetete, ihr Tanzen, Singen und Lachen zu beobachten, möchte sich dabei zum „ombre de ton ombre“ („Schatten deines Schattens“) entwickeln. Und als wäre es möglich, sich noch weiter herabzusetzen, mutiert er gar zum „ombre de ton chien“ („Schatten deines Hundes“). Es bleibt ihm am Ende keinerlei Würde mehr, nur die mechanisch wiederholte Obsession „Ne me quitte pas“ („Verlass mich nicht“).
Für Hirschi zeigt Ne me quitte pas die vollständige Auslöschung eines Menschen, der sich an seine Worte klammert, um nicht zu verstummen, noch nicht zu sterben. Er baue sich in den geraden Strophen eine imaginäre Welt auf, mit der er die Wirklichkeit zu überdecken versuche. Brel beschreibe eine Höllenfahrt bis zu den abschließenden Symbolen der Hand (Hand des Todes) und des Hundes (der Höllenhund Zerberus). Das angeredete Gegenüber sei am Ende nicht nur eine geliebte Frau, sondern das Leben an sich, das dem Menschen in seiner Einsamkeit keine Antworten gebe. Über die bloße Bedeutung eines Liebesliedes hinaus, sei Ne me quitte pas ein Chanson über die Liebe zum Leben, dessen weltweiter Erfolg auch auf diese unterschwellige existenzielle Bedeutung zurückzuführen sei.

## Interpretationen
Ne me quitte pas wurde von Brel selbst in mehreren Fassungen eingesungen (siehe die Liste der Chansons und Veröffentlichungen von Jacques Brel). Der französischen Originalaufnahme aus dem Jahr 1959 folgte 1961 die Übersetzung Laat me niet alleen in flämischer Sprache. Im selben Jahr sang Brel eine Live-Version in der Pariser Music Hall Olympia ein. Im Jahr 1972 folgte eine neu instrumentierte Aufnahme bei Barclay.
Zahlreiche andere Sänger interpretierten das Chanson im französischen Original oder in der Übersetzung in andere Sprachen, siehe die Liste von Interpreten der Chansons von Jacques Brel. Bereits im Jahr 1988 existierten in den Vereinigten Staaten 270 und in Japan 38 Fassungen des Liedes.
Die amerikanische Fassung If You Go Away von Rod McKuen erreichte gesungen von Damita Jo im Jahr 1966 Platz 68 der Billboard Hot 100 und Platz 10 der Adult Contemporary chart. Nach dem Erfolg seiner Brel-Adaption Seasons in the Sun übernahm auch Terry Jacks das Lied und erreichte damit die britischen Top 10. Weitere Interpreten von McKuens Fassung waren unter anderem Frank Sinatra, Jack Jones, Shirley Bassey, Dusty Springfield, Glen Campbell, Johnnie Ray, Julio Iglesias, The Seekers, Scott Walker, Neil Diamond, Ray Charles, Chet Baker, Stan Getz, Helen Merrill und Cyndi Lauper. Dabei weist McKuens Übertragung deutliche Unterschiede zu Brels Originalversion auf: Während dort eine emotionale, flehende Bitte an die Geliebte gerichtet wird, die bis zur Selbsterniedrigung reicht, sind die Verse bei McKuen deutlich rationaler und verständnisvoller und haben laut Thomas Weick den „süßlichen Charakter einer fast banalen ‚Lovestory‘“. Dies wird noch dadurch verstärkt, dass manche Interpretationen, wie etwa jene von Tom Jones, die letzte Strophe des Liedes weglassen.
Die erste Übertragung ins Deutsche stammte von Max Colpet, dessen Bitte geh’ nicht fort bereits 1963 von Marlene Dietrich gesungen wurde. Auch diese Fassung weicht deutlich vom Brel’schen Original ab. So ist die Perspektive von einem Mann auf eine Frau übergegangen und durch den Wegfall der letzten Strophe fehlt abermals die Bedeutungsebene der Selbstauslöschung. Liesbeth List wiederholte in ihrer Interpretation des Liedes statt der weggefallenen fünften Strophe die erste, wodurch das Lied einen hoffnungsvollen Ausklang hin auf die Vereinigung der Liebenden erhält. Die Übertragung von Heinz Riedel Geh nicht fort von mir aus dem Band Der zivilisierte Affe von 1970 sang unter anderem der Liedermacher und Brel-Interpret Klaus Hoffmann.

## Rezeption
Laut Thomas Weick handelt es sich bei Ne me quitte pas um den „berühmtesten und weltweit erfolgreichsten Brel-Chanson“. Bei einer Untersuchung des französischen Meinungsforschungsinstituts IFOP im Auftrag des Senders France Inter nach „la plus belle chanson d’amour du répertoire français?“ („dem schönsten französischen Liebeslied“) unter 40 auszuwählenden Chansons landete Ne me quitte pas mit 20 % der Stimmen und deutlichem Abstand auf dem ersten Platz. Frédéric Brun nannte das Lied in der Musikzeitschrift Paroles et Musique 1988 „peut-être la chanson d’amour du siècle“ („vielleicht das Liebeslied des Jahrhunderts“).

## Weblink
- Jacques Brel – Ne me quitte pas (Official Lyric Video)